# Yngwe Elstak

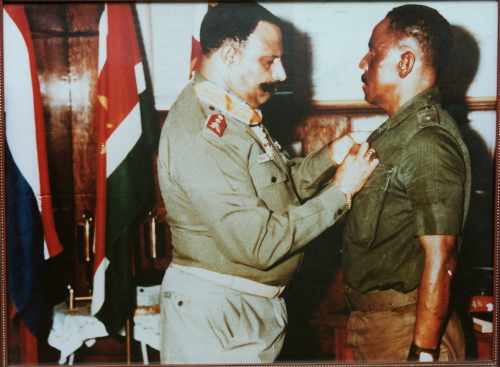
Yngwe Elstak (links) met Fred Ormskerk

Yngwe Dalpho Friedrich (Henk) Elstak (1927–2010) was een Surinaams militair. Van 25 november 1975 (de onafhankelijkheid van de republiek Suriname) tot 25 februari 1980 (de Sergeantencoup) was hij de eerste bevelhebber van de Surinaamse Krijgsmacht.
Yngwe Elstak werd geboren in Nederlands-Indië uit Surinaamse ouders. Hij verliet Nederlands-Indië na de Tweede Wereldoorlog. Als carrièremilitair in Nederlandse dienst maakte hij de overstap naar de Troepenmacht in Suriname, een onderdeel van de Nederlandse Koninklijke Landmacht. In de aanloop van de Surinaamse onafhankelijkheid in 1975 werd Elstak aangesteld als projectofficier voor de omvorming van de TRIS naar de Surinaamse Krijgsmacht. Bij de onafhankelijkheid van Suriname op 25 november 1975 ging hij over in Surinaamse dienst en werd de eerste bevelhebber van de Surinaamse Krijgsmacht.
In de jaren daarna ontstond er veel onrust in het Surinaamse leger, met name over arbeidsomstandigheden. Onderofficieren richtten in 1980 een vakbond op: de BoMiKa (Bond voor Militair Kader), de bestuursleden hiervan werden Badrissein Sital, Ramon Abrahams en Laurens Neede. De oprichting van de BoMiKa was onacceptabel voor Elstak en premier Arron. Gevolg was dat de drie bestuursleden gevangen werden gezet. Dit leidde tot de Sergeantencoup. Kolonel Elstak werd door de coupplegers afgezet als bevelhebber en in februari 1980 vervangen door Desi Bouterse.